# Albert Göring

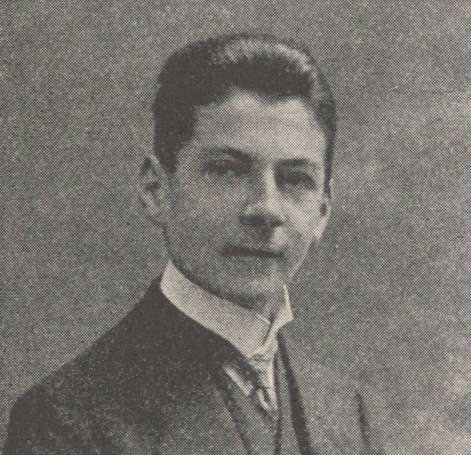
Albert Göring als Jugendlicher (spätestens 1911)

Albert Günther Göring (* 9. März 1895 in Friedenau bei Berlin; † 20. Dezember 1966 in Neuenbürg) war ein deutscher Maschinenbauingenieur, Geschäftsmann und der jüngere Bruder des nationalsozialistischen Politikers Hermann Göring. Im Unterschied zu diesem war er ein entschiedener Gegner des Nationalsozialismus und half während der Zeit des Nationalsozialismus vielen Verfolgten.

## Leben und Wirken
Albert Göring wurde als jüngstes von fünf Kindern des deutschen Diplomaten Heinrich Göring und dessen Ehefrau Franziska, geborene Tiefenbrunn, geboren.

### Jugend

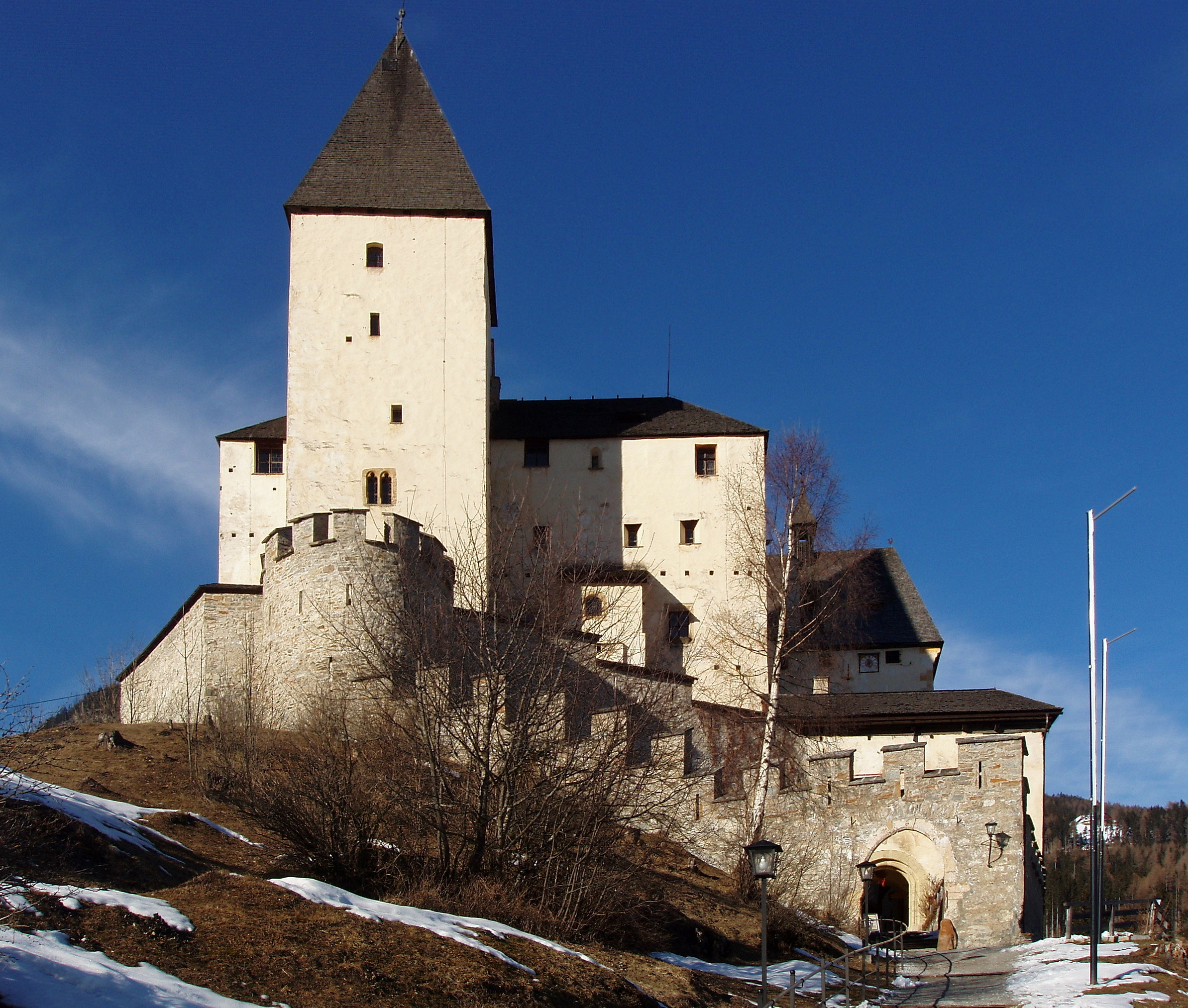
Burg Mauterndorf (2008)

Göring wuchs zunächst im damaligen Berliner Vorort Friedenau in einem Landhaus in der Fregestraße 19, dann auf den Burgen Veldenstein und Mauterndorf auf, alle drei im Besitz des preußischen Stabsarztes a. D. Ritter Hermann von Epenstein, eines Freundes der Familie und Paten sämtlicher Göring-Kinder. Aus dem Umstand, dass Heinrich Göring berufsbedingt die meiste Zeit getrennt von seiner Familie lebte und Albert Göring und Hermann von Epenstein einander ähnlich sahen, entwickelte der Journalist Leonard Mosley die These, Epenstein sei der leibliche Vater Albert Görings gewesen. Dagegen gibt William Hastings Burke an, dass Franziska Göring von März 1893 bis Spätsommer 1894 bei ihrem Ehemann auf Haiti weilte, weshalb Albert sehr wohl Heinrich Görings Sohn sei.

### Frühe Jahre
Während des Ersten Weltkrieges war Albert Göring als Nachrichtentechniker an der Westfront. Seine Personalakte verbrannte am 14. April 1945, als die Royal Air Force das Preußische Heeresarchiv durch einen Luftangriff zerstörte. Die Krankenakte aus seiner Militärzeit ist beim Landesamt für Gesundheit erhalten geblieben. Unter anderem musste er unter Beschuss zerstörte Nachrichtenkabel reparieren. Diese Einsätze waren so gefährlich, dass er einen großen Teil des Krieges verwundet in Lazaretten verbrachte. Schon bei der Ersten Flandernschlacht bei Ypern wurde er verletzt und am 14. November 1914 in ein Militärkrankenhaus in Dortmund geschickt. Während der Frühjahrsoffensive 1918 erlitt er einen Bauchschuss. Kurz vor dem Waffenstillstand erhielt er die Entlassungspapiere und fuhr mit seiner notdürftig versorgten Bauchwunde zurück nach München, wohin seine Familie kurz vor Beginn des Krieges gezogen war.
Dort begann er 1919 mit einem Maschinenbaustudium, welches er 1923 mit der Note „sehr gut“ beendete. 1921 heiratete er die damals 21-jährige Marie von Ammon, von der er sich zwei Jahre später scheiden ließ, nachdem er Erna von Miltner kennengelernt hatte. Er heiratete diese am 10. September 1923. Die Ehe hielt 16 Jahre; er ließ sich kurz vor ihrem Tod von ihr scheiden. 1925 trat Albert Göring eine Stelle bei Junkers & Co. im Kaloriferwerk in Dessau an und ging 1928 als Generalvertreter von Junkers & Co. nach Wien. 1934 wurde er technischer Direktor der Wiener Tobis-Sascha Filmindustrie AG.

### Einstellung zur nationalsozialistischen Ideologie
Im Gegensatz zu seinem älteren Bruder Hermann Göring, der auf der nationalsozialistischen Karriereleiter stetig aufstieg und schließlich einer der mächtigsten Männer unter Hitler wurde, verachtete Albert die Nationalsozialisten und deren Brutalität. Er trat nicht in die NSDAP ein und nahm aus Protest gegen das nationalsozialistische Regime demonstrativ die österreichische Staatsbürgerschaft an. Nach dem „Anschluss Österreichs“ im März 1938 solidarisierte er sich nach Angaben von Albert Benpassat mit jüdischen Mitbürgern, die von der SS in Wien öffentlich gedemütigt und misshandelt wurden. Benpassat berichtet von einer Szene, in der Albert Göring es einer Gruppe Juden, die von SS-Leuten gezwungen wurde, bei einer „Reibpartie“ auf allen vieren die Straße zu schrubben, gleichtat und ihr beim Schrubben half. Der diensthabende SS-Offizier befahl daraufhin, mit dem Schrubben aufzuhören, weil er eine öffentliche Demütigung von Hermann Görings Bruder nicht verantworten wollte.

### Widerstand
Albert Göring nutzte seinen Einfluss, um seinen jüdischen Chef bei der Tobis-Sascha Filmindustrie AG, Oskar Pilzer, zu befreien, nachdem dieser verhaftet worden war. Weiter half er ihm, aus Deutschland zu fliehen. Es wird berichtet, er habe dies auch für viele andere, unter anderem politisch Verfolgte wie Kurt Schuschnigg, getan.
Für Franz Lehárs jüdische Frau und Henny Portens jüdischen Mann setzte sich Göring ebenfalls ein.
Göring verstärkte seine Aktivitäten gegen die Nationalsozialisten, als er Exportchef bei den Škoda-Werken in Pilsen wurde. Er setzte mehrfach seine Kontakte zum Regime zum Schutz von Mitgliedern der Škoda-Belegschaft ein. Hier unterstützte er kleinere Sabotageakte und unterhielt Kontakte zum tschechischen Widerstand. In vielen Fällen fälschte er dabei die Unterschrift seines Bruders, um Reisedokumente für die Flucht von Dissidenten zu unterzeichnen, oder er nutzte das Briefpapier der Familie Göring, um Menschen aus der Haft zu entlassen. Daher musste sich sein Bruder Hermann mehrere Male für Albert verwenden, damit dieser nicht in Gestapo-Haft kam. Albert Göring schickte auch Lastwagen in Konzentrationslager mit Anforderungen nach Arbeitern. Diese Lastwagen hielten dann in abgelegenen Gebieten, um den Arbeitern die Flucht zu ermöglichen. Von der Gestapo wurde zwischen 1938 und 1945 jedes Vergehen von Albert Göring aufgezeichnet, auch von den Škoda-Werken wurde alles dokumentiert. Dies war nach dem Krieg ausschlaggebend für seine Freilassung und Entnazifizierung.
In dritter Ehe heiratete Göring 1942 Míla Klazarová, eine tschechische Schönheitskönigin. Aus dieser Ehe ging Albert Görings einziges Kind, Elizabeth, hervor.

### Nach dem Krieg

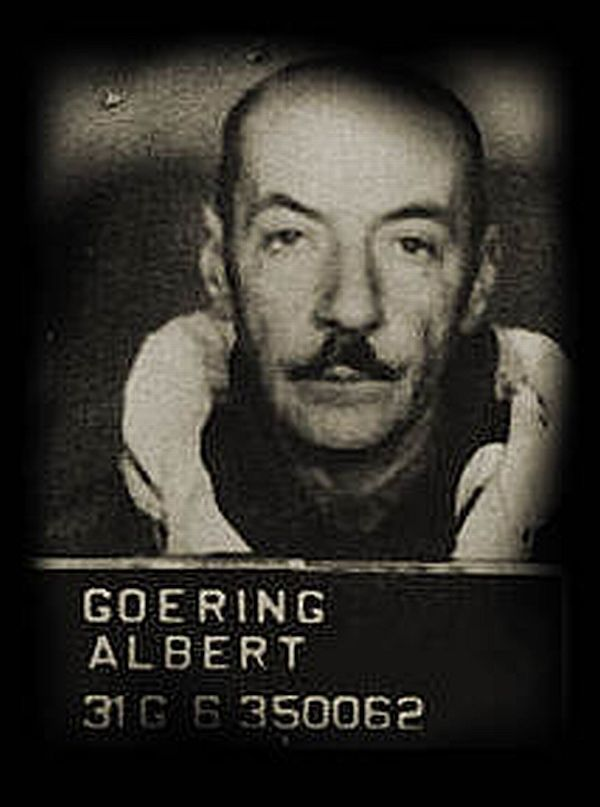
Albert Göring als Häftling am Internationalen Militärgerichtshof (1945/46)

Gegen Ende des Zweiten Weltkrieges meldete sich Göring beim amerikanischen Counter Intelligence Corps, der Spionageabwehr-Abteilung des Heeres, und wurde sofort verhaftet. In Zelle fünf desselben Verhörzentrums, der heutigen Grund- und Mittelschule Bärenkeller in Augsburg, wurde später sein Bruder Hermann inhaftiert. Göring wurde als Beschuldigter verhört. Die Alliierten konnten zunächst nicht glauben, dass der Bruder Hermann Görings nicht nur nicht in die Verbrechen der Diktatur verwickelt gewesen sein, sondern sogar Verfolgten geholfen haben sollte. Viele Menschen, denen er geholfen hatte, sagten aber zu seinen Gunsten aus; er wurde daher nicht verurteilt, aber zunächst weiter in Haft gehalten. Nachdem sein letzter Fallbearbeiter seine Freilassung empfohlen hatte, wurde er im August von den amerikanischen Behörden an die Tschechoslowakei ausgeliefert, wo man ihm wegen möglicher Kriegsverbrechen während seiner Zeit bei Škoda den Prozess machen wollte. Im dortigen Prozess wurde er im März 1947 freigesprochen, nachdem viele seiner ehemaligen Arbeitskollegen und Angestellten bei Škoda als Zeugen zu seinen Gunsten ausgesagt hatten und zudem seine Gestapo-Akte bekannt geworden war. 
Göring zog nach seiner Entlassung nach Salzburg, wo er zunächst mit seiner Familie lebte. Aufgrund eines Seitensprungs ließ sich seine Frau 1948 von ihm scheiden und zog drei Jahre später mit ihrer Tochter nach Peru. Göring kehrte schließlich nach Deutschland zurück, wo er in München lebte. Albert Göring, der Retter zahlreicher Verfolgter des nationalsozialistischen Regimes, die sein Bruder mitzuverantworten hatte, wurde wegen seines Familiennamens gemieden. In diesen Jahren wurde er von Überlebenden des NS-Regimes, denen er geholfen hatte, unterstützt. Er arbeitete gelegentlich als Autor und Übersetzer. Die Bescheidenheit seiner Wohnung in München war weit entfernt vom Luxus seiner Kindheit. Er starb am 20. Dezember 1966 im Alter von 71 Jahren an den Folgen von Bauchspeicheldrüsenkrebs in einem Krankenhaus in Neuenbürg, ohne dass seine Aktivitäten im Zweiten Weltkrieg von der Öffentlichkeit anerkannt worden waren.
Mindestens seit 2016 liegt in Yad Vashem ein Antrag auf Verleihung des Ehrentitels Gerechter unter den Völkern vor. Doch es fehlen Beweise, dass Albert Göring „unter außergewöhnlichen Risiken“ Juden vor Deportation und Tod bewahrt hat.

## Filmdokumentationen
- The Real Albert Goering. 3BM TV, 1998 (84 Min.)
- Der gute Göring. Spiegel TV Geschichte, 2010 (42 Min.)
- Görings vergessener Bruder. Der Widerstandskämpfer Albert Göring. Filmdokumentation, Großbritannien, 2011 von William Hastings Burke (45 Min.)
- Véronique Lhorme: Le dossier Albert Göring. RTBF/Planète+, 2014 (60 Min.)
- Kai Christiansen: Der gute Göring. Doku-Drama, ARD 2016 (90 Min.), Hauptdarsteller: Barnaby Metschurat (Rezensionen: NZZ, Frankfurter Rundschau)

## Radiobeiträge
- Arno Orzessek: Der ungleiche Bruder – William Hastings Burke: „Hermanns Bruder: Wer war Albert Göring?“ – Kritik. Deutschlandradio Kultur, 23. Mai 2012
- Gavin Esler: The Good Goering. BBC 4 Radio, 27. Januar 2016 (English, 28 Min.)